# Ronago
Ronago est une commune de la province de Côme dans la région Lombardie en Italie.

## Géographie
Ronago est située à 18 km de Côme. Au nord, elle jouxte la Suisse. Le territoire communal est très varié : le centre se trouve sur un plateau à 360 m d’altitude. En aval coule le torrent Falloppia, tandis qu’en amont une colline d’une hauteur de 500 m forme la frontière avec la Suisse et Uggiate-Trevano. 
Des éboulis bien visibles en forme de cône forment un contrefort entre la vallée et le bourg. Cet éboulement est peut-être à l’origine du nom de Ronago (Runaach en dialecte). La racine run-/ron_, certainement d’origine celtique, indique une coulée (d’eau ou non) qu’on peut trouver aussi dans le latin ruina. Le toponyme pourrait donc signifier « lieu de l’éboulement ».

## Administration
| Période                                  | Période     | Identité         | Étiquette                  | Qualité |
| ---------------------------------------- | ----------- | ---------------- | -------------------------- | ------- |
| 14 juin 2004                             | 7 juin 2009 | Agostino Grisoni | LISTA CIVICA - L'ORIZZONTE | MAIRE   |
| 7 juin 2009                              | En cours    | Marco Grecchi    | LISTA CIVICA - L'ORIZZONTE | MAIRE   |
| Les données manquantes sont à compléter. |             |                  |                            |         |

### Hameaux
Fornace, Galletto, Lampona, Ronco.

### Communes limitrophes
Drezzo, Uggiate-Trevano, Novazzano (Suisse), Chiasso (Suisse)

## Personnalités
Giuseppe Ambrosoli (1923-1987), chirurgien et missionnaire en Ouganda